# Asociația Română pentru Propaganda Aviației

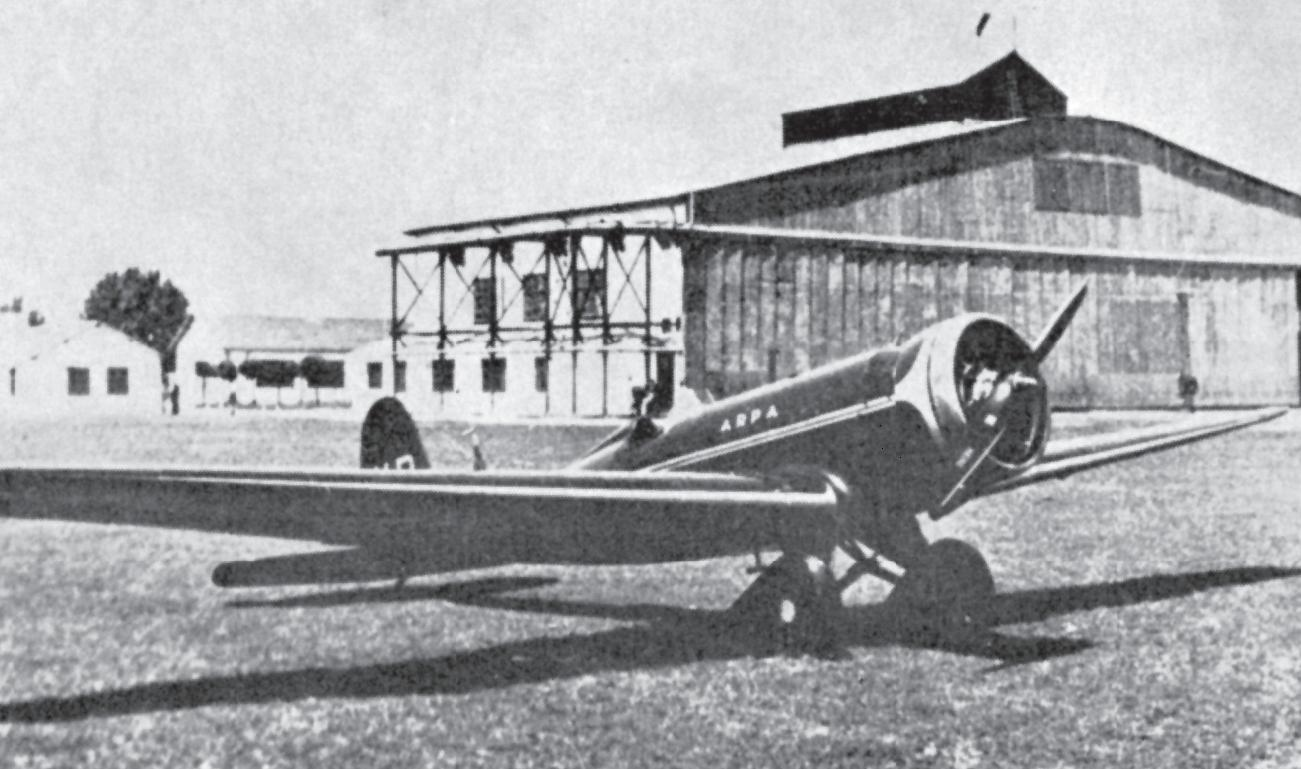
Avion ICAR Universal Acrobatic în fața hangarului ARPA.

Asociația Română pentru Propaganda Aviației (ARPA) a fost o asociație civilă din România, care a activat în perioada interbelică, având ca scop sprijinirea dezvoltării aviației. Pentru formarea piloților a patronat o școli de zbor, a procurat material volant, a angajat instructori de zbor și a dus o intensă activitate de promovare a aviației.
Asociația avut în dotare peste 40 de avioane și a fost activă pe aerodromurile de la Băneasa, Clinceni, Giulești, Otopeni și Popești-Leordeni din jurul Bucureștiului, precum și a altor orașe cum ar fi Alexandria, Cluj și Iași.

## Începuturile

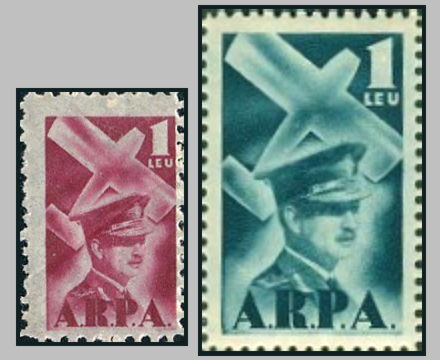
Timbre ARPA (1929), mic și mare.

ARPA a fost înființată în 1926 la inițiativa unui comitet în frunte cu col. Gheorghe Rujinschi. În scopul atragerii de fonduri asociația a publicat articole în revista România Aeriană, a organizat conferințe, expoziții, serbări, mitinguri aviatice și concursuri dotate cu cupe aviatice (Cupa „M. Zorileanu”, Cupa „V. Craiu”), zboruri de agrement cu pasageri, colecte, obținând și donații, subvenții și cotizații.
În primii doi ani de activitate ARPA a colectat circa 25 milioane de lei, din care în anul 1928 s-au cumpărat 5 avioane, dintre care două au participat la Concursul Micii Antante și Poloniei.
În anul 1929 ARPA a emis un timbru benevol pentru susținerea aviației (Timbrul A.R.P.A.), care din 1930 va deveni obligatoriu, sub denumirile de Timbrul Aviației (1931 și 1936), respectiv Fondul Aviației (1936). Cu fondurile obținute ARPA a înființat în 1929 două cinematografe – Cinema „Arpa” la Cercul Militar din București și unul la Câmpina – o școală de popularizare a aviației frecventată de 600 de cursanți, o școală tehnică care a brevetat o serie de 20 de mecanici de aviație și o școală de zbor cu motor la Băneasa, unde în anul 1930 9 piloți au obținut brevetul de pilot gradul I.
ARPA a organizat filiale de propagandă aviatică în toate capitalele de județ și în orașele principale, în unele dintre acestea având școli de zbor cu sau fără motor și cercuri de aeromodelism.

## În deceniul al patrulea al secolului al XX-lea

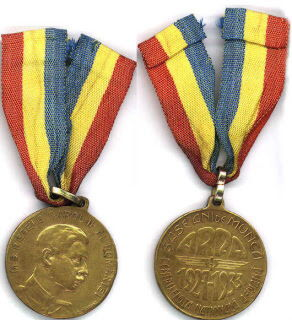
Medalia ARPA, „Șase ani de muncă - pentru flota națională aeriană”

În cadrul ARPA au activat cpt. Mihail Pantazi în calitate de șef de pilotaj și profesor de motoare și navigație, precum și numeroși instructori ca Petre Ivanovici, Max Manolescu, Gheorghe Gherasim, Nicolae Evghenovici etc. În perioada 1930 - 1940 în școlile ARPA și-au luat brevetele un număr de 590 de aviatori.
Între 1930 - 1937 ARPA a achiziționat 6 avioane BFW M.23 (Messerschmitt M23), 12 avioane ICAR M23b, trei ICAR Universal amenajate pentru acrobație (ICAR Universal Acrobatic) pentru formația de acrobație aeriană „Dracii Roșii”, un avion Curtiss, un avion trimotor Ford, un avion Junkers Ju 52, un avion Potez 460, un avion EMSCO, 2 avioane Bréguet 19, 3 avioane Devoitine, 3 avioane Nieuport, un avion Gourdou Lesseur, parcul său ajungând la 39 de avioane. Cu unele dintre aceste avioane s-au organizat raiduri în Europa, Africa și India. Raidul din Africa, cu destinația Cape Town, a început la 23 octombrie 1933, piloți fiind Mihail Pantazi, Gheorghe Davidescu, Alexandru Cernescu, Petre Ivanovici, Max Manolescu și mecanicul, care era și pilot, Dumitru Ploieșteanu. Aceștia au pilotat trei avioanele ICAR M23b înmatriculate YR-AAP, YR-ABL și YR-ABO. Deși s-au parcurs 11 530 km, nu s-a putut depăși Malakal din cauza condițiilor meteorologice și a puterii reduse a motoarelor.
În 1934 ARPA a emis o medalie comemorativă cu ocazia a șase ani de activitate a ei.
În domeniul infrastructurii ARPA a amenajat 60 de terenuri de zbor. În anul 1934 a construit la Băneasa un hangar dotat cu electricitate, apă, canalizareși încălzire și un depozit de carburanți cu o capacitate de 10 000 litri.
Între 1933-1940 asociația a editat revistele ARPA (buletin informativ) (1933 -1934), Revista ARPA (1935 - martie 1937) și Cerul nostru (aprilie 1937 - 1940).
Asociația s-a desființat în 1945.

## Avioane înmatriculate ale ARPA
- BFW M.23: YR-AAK(1), YR-AAO(1) – ulterior YR-AEO, YR-AAP(1) – ulterior YR-AEP(1), YR-AAR(1) – ulterior YR-AER(1), YR-AAV(2), YR-AAX, YR-AAY, YR-ABX.[9]
- ICAR M23b: YR-ABH – fost CV-PAZ, YR-ABI – fost CV-IVA, YR-ABK – fost CV-MAX, YR-ABL – fost CV-DOR, YR-ABM(1) – fost CV-TAB, YR-ABN – fost CV-TAC, YR-ABO – fost CV-TAD, YR-ABP – fost CV-TAF, YR-ABR(1) – fost CV-TAH, YR-ABS – fost CV-TAG.[9]
- ICAR Universal Acrobatic: YR-ACA, YR-ACB, YR-ACC.[9][10]
- Klemm Kl 25: YR-AAN(1) – ulterior YR-AEN, YR-AAT(2), YR-AAZ, YR-ADH(1), YR-ADI(1), YR-ADK(1), YR-ADU, YR-MAB, YR-MAD, YR-MAG.[9]
- Klemm Kl 35: YR-APA, YR-APB, YR-APC.[9][10]
- Fleet F-10G: YR-BAC(1), YR-BAD(1), YR-BAE(1), YR-BAF(1).[9]
- Farman F.190: YR-ABU  – fost CV-RAC – fost F-AIZR, YR-MIH(1).[9]
- Caudron C.600 Aiglon (1937): YR-AAR(3) – fost F-AOVU sau F-AOVQ.[9]
- Lincoln-Page LP-3 (1931): YR-AAU.[9]
- Curtiss (?): YR-AAV(1).[9]

## Aerocluburi și organizații afiliate la ARPA
La ARPA au fost afiliate mai multe aerocluburi și Liga Aviatorilor Români. Aceasta, înființată în 1935, a achiziționat din fondurile sale 7 avioane de tip Caudron 430 destinate piloților sportivi și raidurilor pe diatanțe lungi.

### Aeroclubul Albastru
Aeroclubul Albastru a fost înființat la București la data de 17 decembrie 1926, având ca președinte pe Temistocle Andreescu și secretar general pe cpt. Alexandru Bibescu. Cu avionul Junkers F.13 YR-BIM pus la dispoziție de acest aeroclub și pilotat de echipajul Burduloiu și Iacobescu, însoțiți de ziaristul Mihail Negru, s-a efectuat între 25 septembrie și 14 octombrie 1928 raidul capitalelor europene, în lungime de 12 015 km. Tot în cadrul acestui club s-a organizat la data de 28 octombrie 1931 saltul de la 6000 m al Smarandei Brăescu, record mondial feminin de altitudine. Aeroclubul Albastru a organizat producerea unor planoare și a înființat o șoală de zbor fără motor la Sibiu.

### Asociația Bucovineană
Înființată la Cernăuți în 1929, Asociația Bucovineană dispunea inițial de un planor de tip Zögling, înmatriculat YR-ACO(1). În 1932 a mai primit un planor pentru faza I, fabricat la IAR Brașov. Cu aceste planoare s-au făcut lansări cu sandoul și prin remorcare cu automobilul. În 1934 asociația fuzionează cu ARPA, școala de planorism continuând să funcționeaze. Aici a fost brevetată în 1935 prima femeie planorist din România, Felicia Bădăliță.

### Asociația „Cultul Aeronautic”
Asociația „Cultul Aeronautic” a luat ființă la București în 1933, având filiale la Găești, Lugoj, Deta și Fălticeni. În 1934 a deschis o școală de zbor fără motor cu planoare de fabricație proprie pe terenul actualului complex sportiv din șoseaua Ștefan cel Mare, București.

### Aeroclubul Brașov
Aeroclubul Brașov a fost creat în 1934 în cadrul IAR. Președintele clubului a fost Andrei Popovici, iar secretar general Vladimir Timoșcenco. Aeroclubul a organizat școli de zbor cu și fără motor, de mecanici de avion, aeromodelism. De asemenea, a organizat manifestări sportive aviatice. Inițial s-a folosit aerodromul uzinelor IAR. În 1935 școala de zbor fără motor a fost mutată la Sânpetru. Din 1939 a fost amenajat aerodromul Ghimbav, care avea să devină principalul aerodrom al Brașovului.

### Aeroclubul Olteniei
Aeroclubul Olteniei, înființat la 1 februarie 1934 la Craiova a obținut înființarea unui aerodrom pe terenul de la Balta Verde, care în 1935 a fost folosit de LARES. Pe acest aerodrom în 1939 s-a deschis o școală de zbor cu motor.

### Asociația Aviatică CFR
Asociația Aviatică CFR s-a înființat la 14 iulie 1935 și a avut 37 000 de membri cotizanți, banii încasați fiind puși la dispoziția statului. În 1936 a înființat o școală de zbor cu motor, care a funcționat inițial la Băneasa, apoi la Popești-Leordeni, Giulești, Clinceni, Roșiori și Glavacioc. În 1937 a mai înființat o școală de zbor cu motor la Galați, școală care a funcționat doi ani. Asociația a avut școli de zbor fără motor la Clinceni, Arad, Mocrea și Iași.

### Aeroclubul Prahova
Aeroclubul Prahova, înființat în 1936, a organizat pe aerodromul Strejnic o școală de zbor cu motor dotată cu patru avioane Bücker Bü 131 „Jungmann”, școală care a funcționat până în 1942.